# Tűzföld
Tűzföld (spanyolul Tierra del Fuego) a Dél-Amerika legdélibb területét alkotó szigetvilág. A Magellán-szoros választja el a dél-amerikai kontinenstől. Részben Chiléhez, részben pedig Argentínához tartozik. Itt fekszik a világ legdélibb városa, Ushuaia. A hideg, nyugaton nedves, keleten száraz éghajlat sok különleges állatnak ad otthont.
Nevét az őslakosok által gyújtott máglyákról kapta.

## Fekvés és domborzat
Tűzföld csak 35 fokkal fekszik északabbra a Déli-sarknál. Sok kicsi, túlnyomórészt lakatlan szigetből és egy főszigetből áll. Tűzföld szigetei együtt 73 746 km²-en helyezkednek el. A terület egyharmada Argentínához tartozik, kétharmada pedig Chiléhez.
A főszigetet, a Tűzföldi Nagy-szigetet (Isla Grande) északon a Magellán-szoros, délen a Beagle-csatorna határolja, keleten pedig az Atlanti-óceán Le Maire-szorosa választja el az Államok-szigettől.
A terület északi részén a gleccserek hatására tó- és morénavidék alakult ki, amely alig nyúlik magasabbra 180 méternél. Az Atlanti-óceán és a Magellán-szoros partjai is nagyon alacsonyan húzódnak. Ezzel szemben a fősziget és a többi sziget déli és nyugati részén húzódik az Andok legdélibb csücske, a Darwin-hegység olyan több mint 2000 méteres hegycsúcsokkal, mint például a Darwin-hegy és a Sarmiento-hegy. A partvidéket szétszabdalta a sok szűk fjord. A terület legnagyobb tava a Tűzföldi Nagy-szigeten lévő Fagnano-tó.
Itt található a chilei Alberto de Agostini Nemzeti Park  és az argentin Tűzföld Nemzeti Park.

### Nagyobb szigetek
| Név                     | Spanyol név                     | Terület (km²) |
| ----------------------- | ------------------------------- | ------------- |
| Tűzföldi Nagy-sziget    | Isla Grande de Tierra del Fuego | 47 992        |
| Riesco-sziget           | Isla Riesco                     | 5 110         |
| Hoste-sziget            | Isla Hoste                      | 4 117         |
| Szent Ágnes-sziget      | Isla Santa Inés                 | 3 688         |
| Navarino-sziget         | Isla Navarino                   | 2 473         |
| Sivárság-sziget         | Isla Desolación                 | 1 352         |
| Dawson-sziget           | Isla Dawson                     | 1 290         |
| Aracena kapitány-sziget | Isla Capitán Aracena            | 1 164         |
| Clarence-sziget         | Isla Clarence                   | 1 111         |
| Londonderry-sziget      | Isla Londonderry                | 643,1         |
| Gordon-sziget           | Isla Gordon                     | 591           |
| Államok-sziget          | Isla de los Estados             | 534           |

Északnyugatabbra, Chile Csendes-óceáni partvidékén találhatóak az Adelaide királyné-szigetek.

### Félszigetek
- Brunswick-félsziget
- Muñoz-Gamero-félsziget

## Éghajlat
Az éghajlat összességében szubarktikus. Nyáron hűvös van, télen pedig jéghideg, erős, olykor orkánszerű szelek söpörnek végig a vidéken. Bár sok hegy viszonylag alacsony, csúcsukat egész évben hó fedi, és a gleccserek egészen a tengerig lenyúlnak. A nedves déli és nyugati részeken jóval több csapadék hullik, mint a száraz keleti részen, amelyet az Andok véd. Az átlagos évi csapadékmennyiség nyugaton 4500, keleten 510 mm.

## Állatvilág

### Emlősök
Tűzföldön kevés szárazföldi emlősállat él. Ezek közé tartozik a kecses guanakó (a láma egyik vadon élő rokona), a tevék családjának tagja. Ezenkívül ritka rókafajnak is otthont adnak a szigetek, az andesi rókának és a Magellán-rókának. Az andesi róka nagyon emlékeztet a vörös rókára. 1956-ban a főszigeten Lago Fagnanónál hódokat telepítettek. Ezek az állatok azonban kidöntik a fákat, s ezzel jelentős károkat okoznak. Sok tengeri emlősállat is található Tűzföld parti vizeiben. Élnek itt medvefóka- és oroszlánfóka-kolóniák, valamint delfinek és más cetfélék. Sok faj állományai az intenzív vadászat miatt az utóbbi időben megritkultak.

### Madarak
Bár Tűzföldön Dél-Amerika melegebb vidékeinek fajgazdagságával összehasonlítva kevés madárfaj él, találhatunk itt néhány csodálatos példányt. Az óriás viharmadár és a dolmányos albatrosz a hullámok fölött a felszálló légáramlatok szárnyán suhannak tova. A mulatságos Magellán-pingvin ide-oda biceg a parton a tenger és óriás költőkolóniák fészekbarlangjai között. Szokatlan állat a röpképtelen óriás gőzhajóréce, amely úgy hajtja magát előre, hogy szárnyával csapkodja a vizet.
A Magellán-harkály Dél-Amerikában előforduló harkályfaj. Teste szinte teljesen fekete, csak farkánál és szárnyánál fehér. A hímnek kis piros bóbita van a fején. A tojó fejét feltűnő fekete, előrebukó bóbita ékesíti. A régió legimpozánsabb ragadozó madara a hatalmas andesi kondor. Fenségesen lebeg a hegycsúcsok fölött dögöket keresve. Több mint 3 méteres szárnyfesztávolságával a világ legnagyobb ragadozó madara. A barátságtalan, hideg időjárás ellenére él Tűzföldön néhány madárfaj, amelyek egyébként a trópusi régiókban honosak. Ilyen például a piros homlokú és szeme fölött piros színű zöld verébpapagáj, amely repülés közben átható hangokat ad.

## Képek

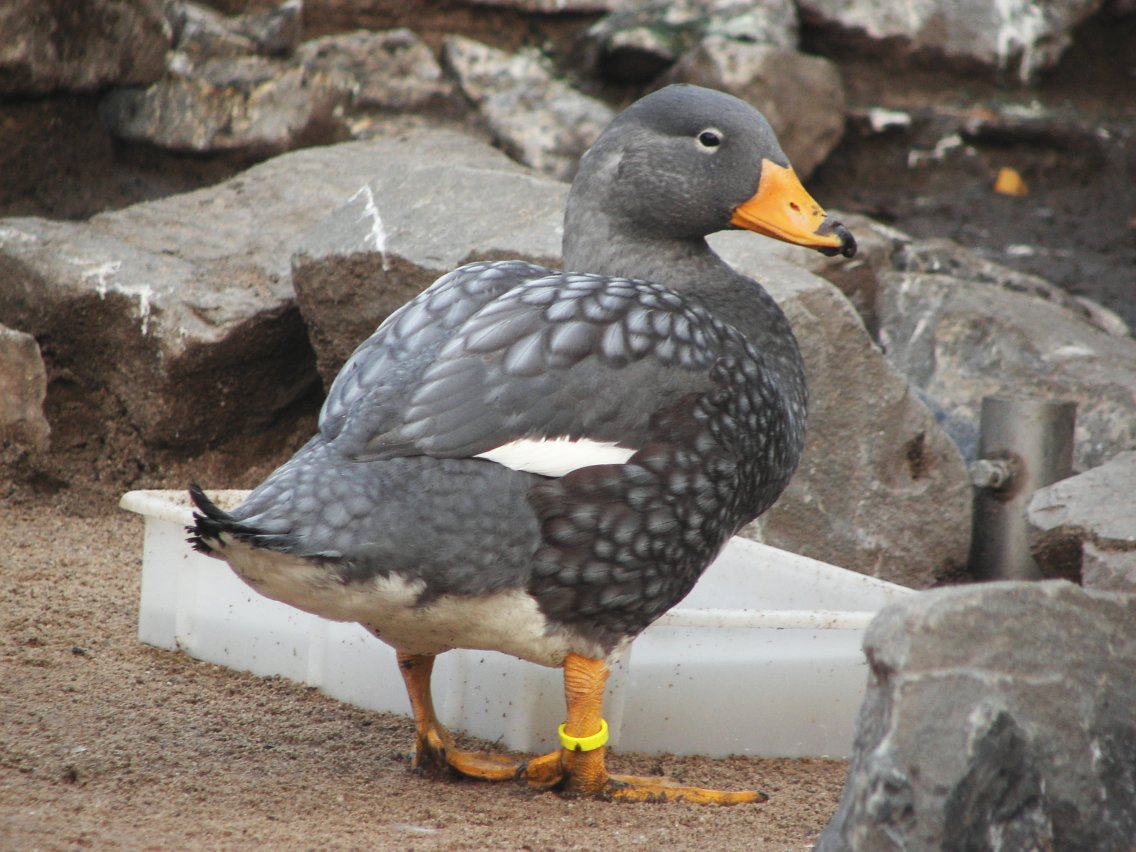
Óriás gőzhajóréce
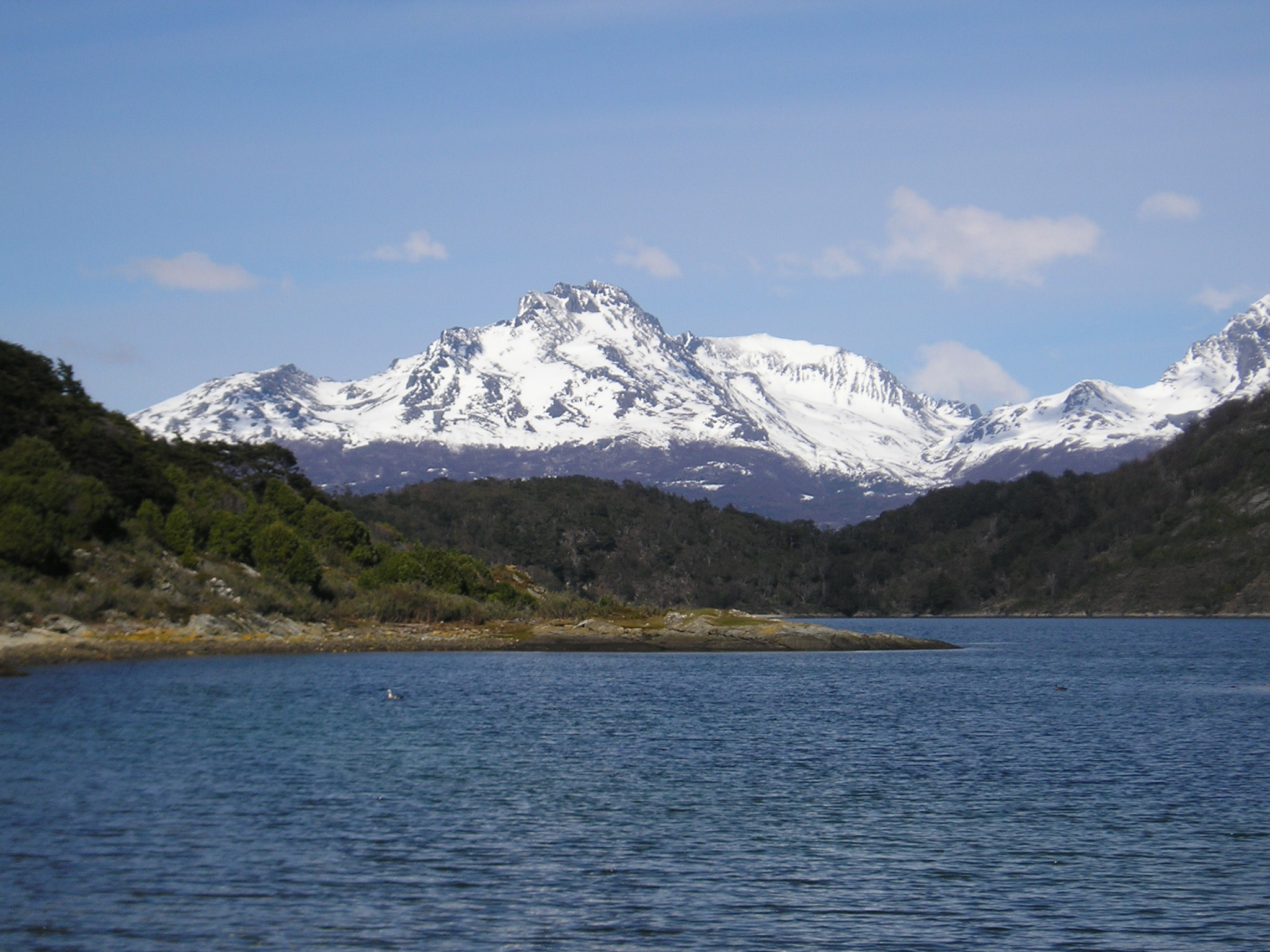
A Hoste-sziget